# Monument aux martyrs de la révolution de 1830
Pour les articles homonymes, voir Monument des Martyrs.
Le monument aux martyrs de la révolution de 1830 (en néerlandais : Monument voor de martelaren van de revolutie van 1830) est un mémorial de style néo-classique érigé au centre de la place des Martyrs au cœur de Bruxelles, capitale de la Belgique.

## Historique
Le monument a été conçu en 1836 par l'architecte Louis Roelandt, sculpté par le sculpteur Guillaume Geefs et inauguré en 1838. 
Mais la décoration sculptée constituée des bas-reliefs et des anges en marbre blanc n'a été terminée par Geefs qu'en 1848.
Le monument fait l'objet, comme toute la place des Martyrs, d'un classement au titre des monuments historiques depuis le 16 mars 1963,.

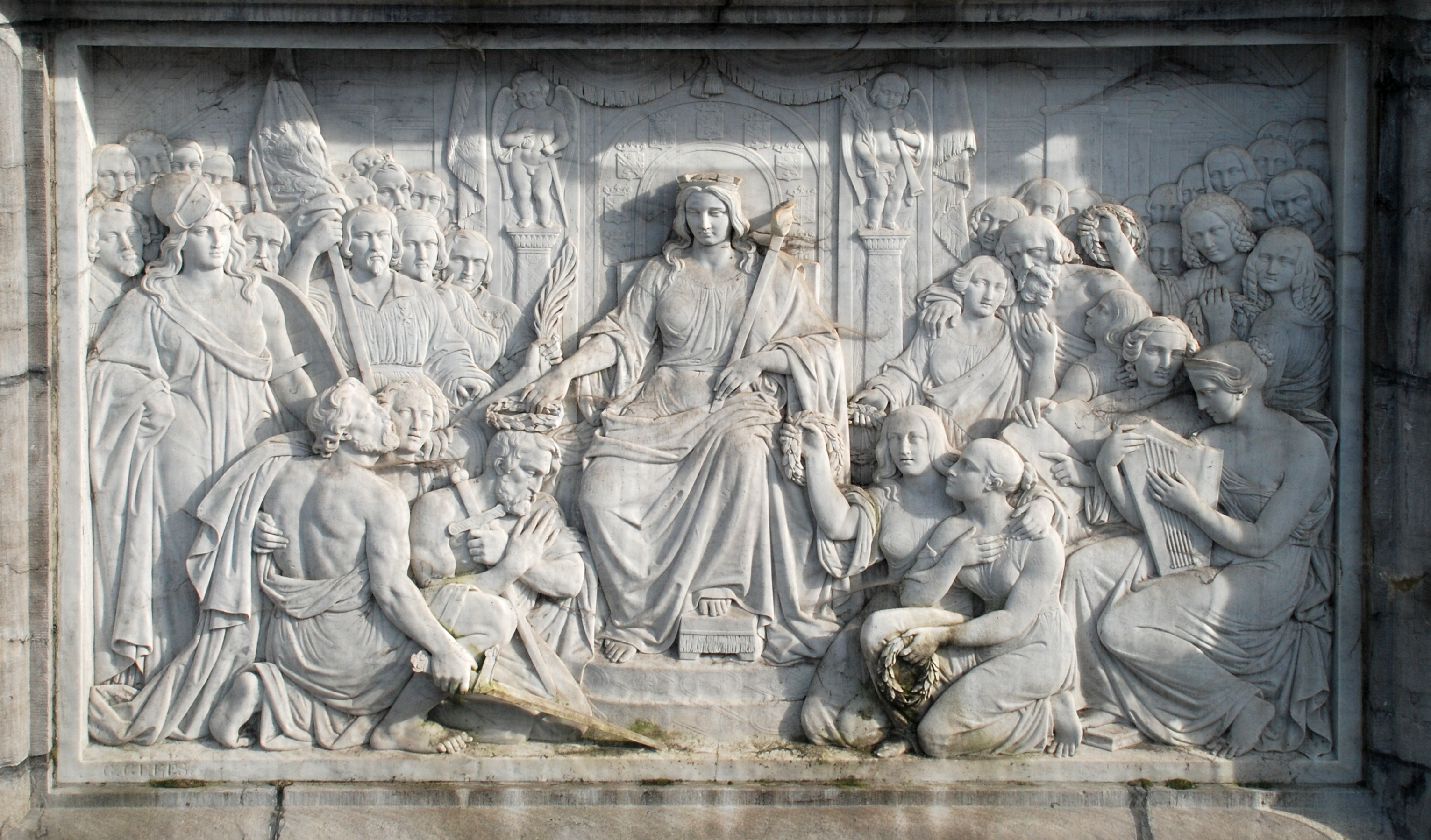
La Belgique couronnant ses héros.

## Le monument
Édifié en pierre bleue et orné de statues et de panneaux en marbre de Carrare, le monument se dresse au milieu d'une crypte funéraire creusée au centre de la place des Martyrs.
Il est constitué de trois parties : 
- un soubassement carré situé pour sa plus grande partie sous le niveau de la place, dont les quatre faces sont ornées de bas-reliefs en marbre représentant des scènes de la révolution belge[2] : 
  - au sud : Le serment des patriotes sur la Grand-place
  - au nord : L'attaque du parc commandée par Van Halen
  - à l'est : La bénédiction des tombes des héros par le doyen de Sainte-Gudule
  - à l'ouest : La Belgique couronnant de laurier ses héros

- un socle plus étroit :
  - orné aux angles de quatre anges en marbre représentant la Prière, le Combat, la Victoire et l'Inhumation[1]
  - orné sur ses faces ouest et est de plaques de marbre portant les mentions "PATRIA" et "DECRETUM DIE XXV.SEPT. MDCCCXXX / ABSOLUTUM DIE XXV.SEPT. MDCCCXL / LEOPOLDO I REGNANTE."
  - orné sur ses faces nord et sud de plaques de marbre ornées de couronnes de feuilles de chêne

- un piédestal portant une statue en marbre de la Liberté inscrivant les journées des 23, 24, 25 et 26 septembre 1830[4] dans le livre d'or[1] avec, à ses pieds, le Lion belgique[1] couché sur les chaînes brisées de l'esclavage.

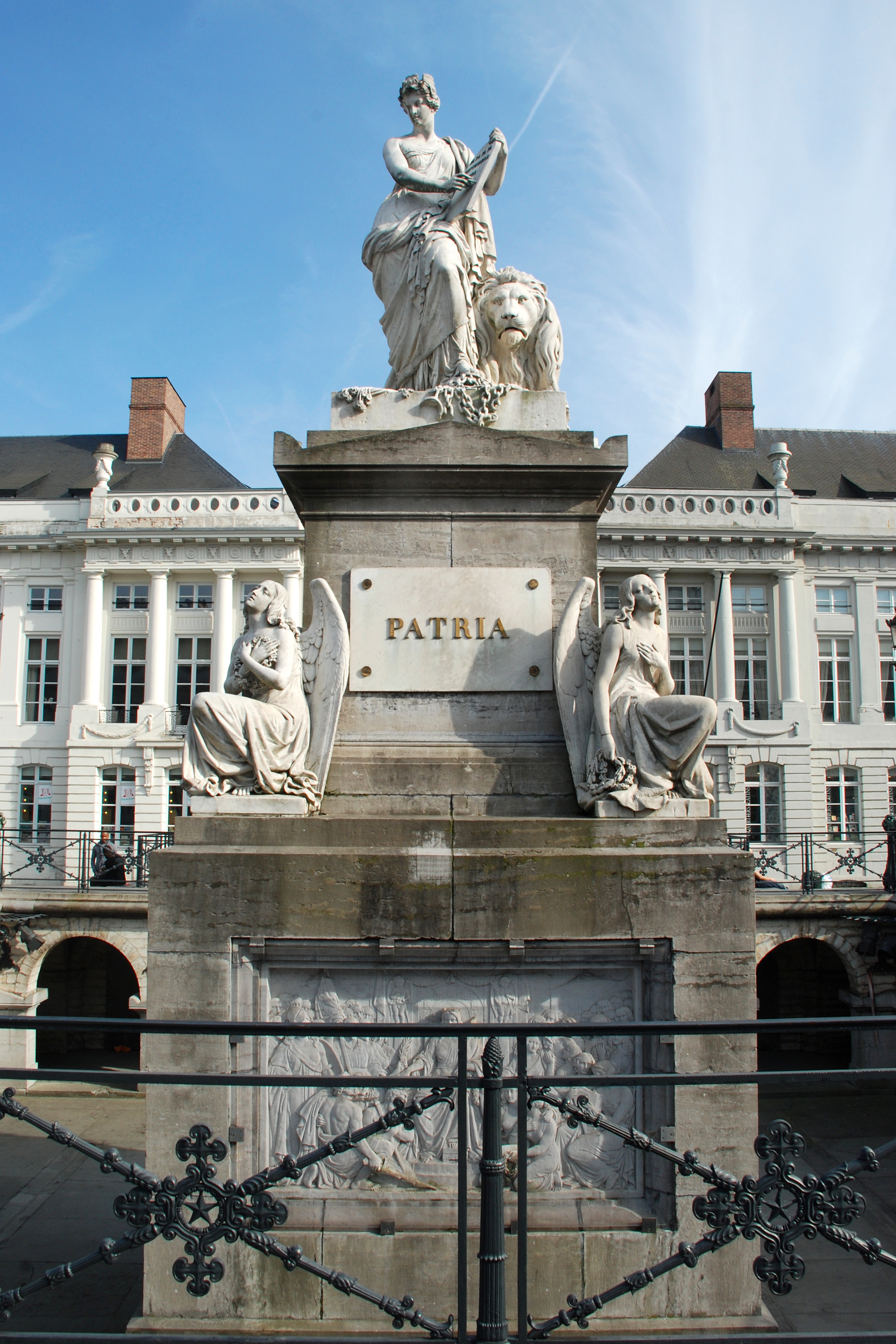
Le monument vu de l'ouest.
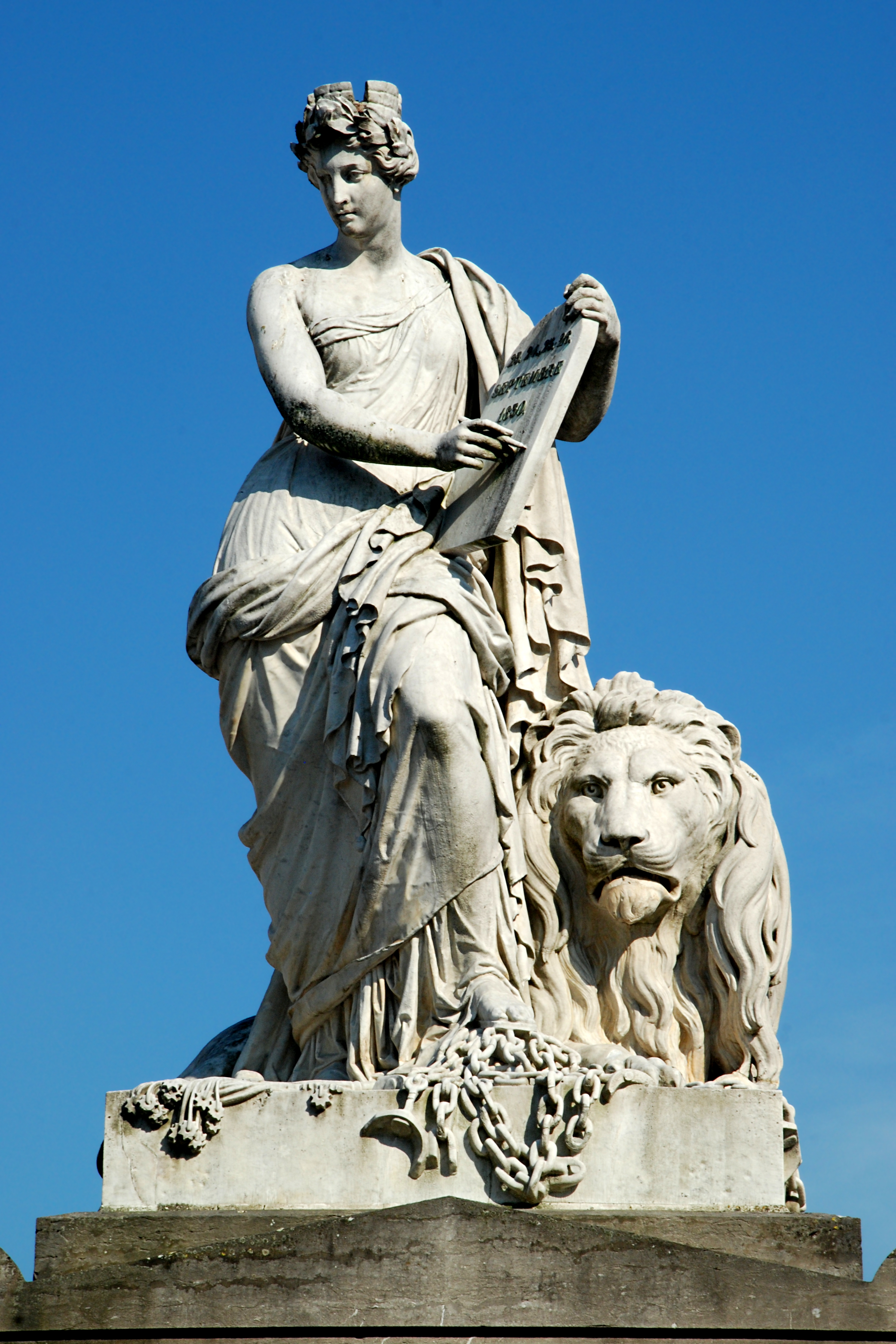
La Liberté.
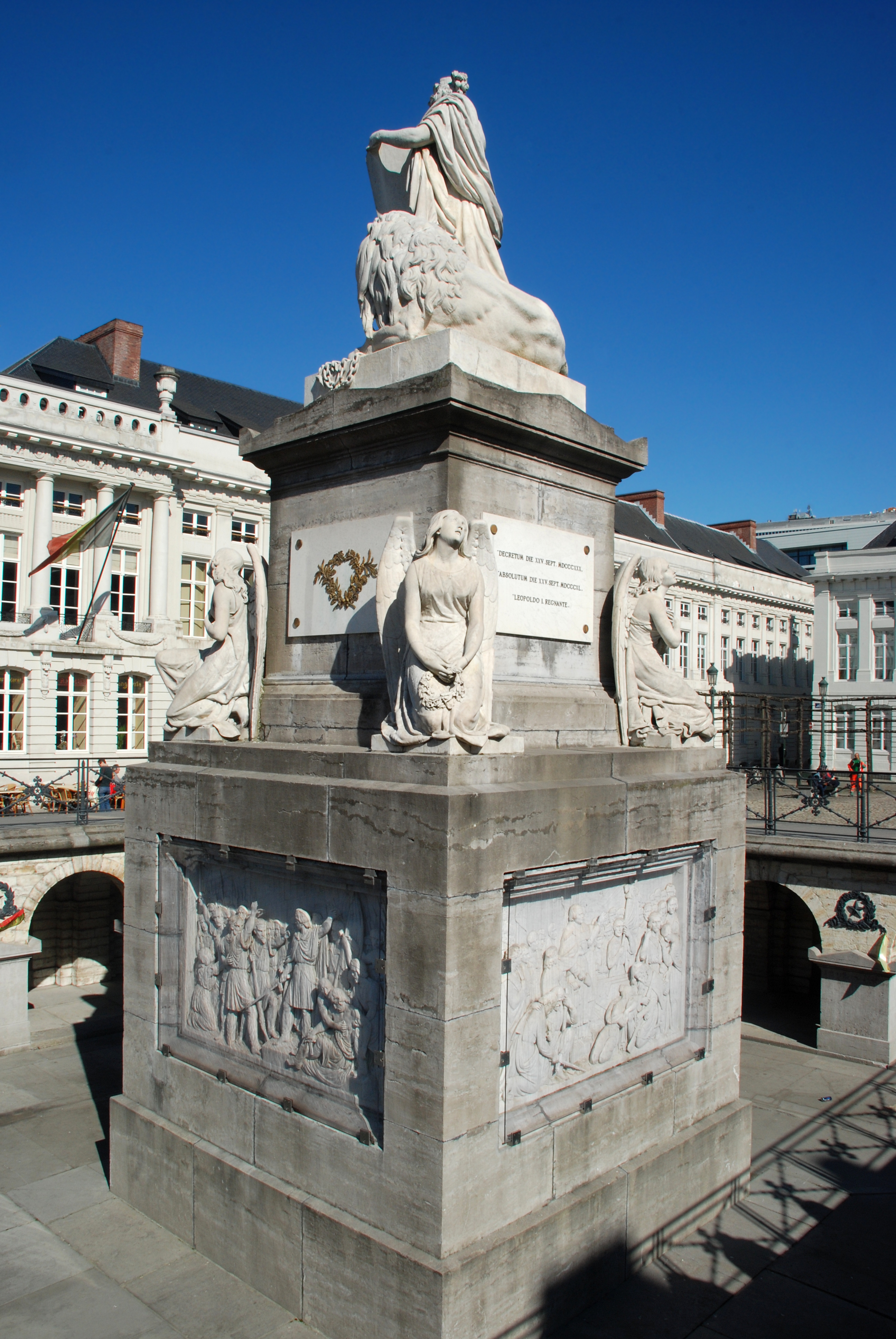
Le monument vu du sud-est.
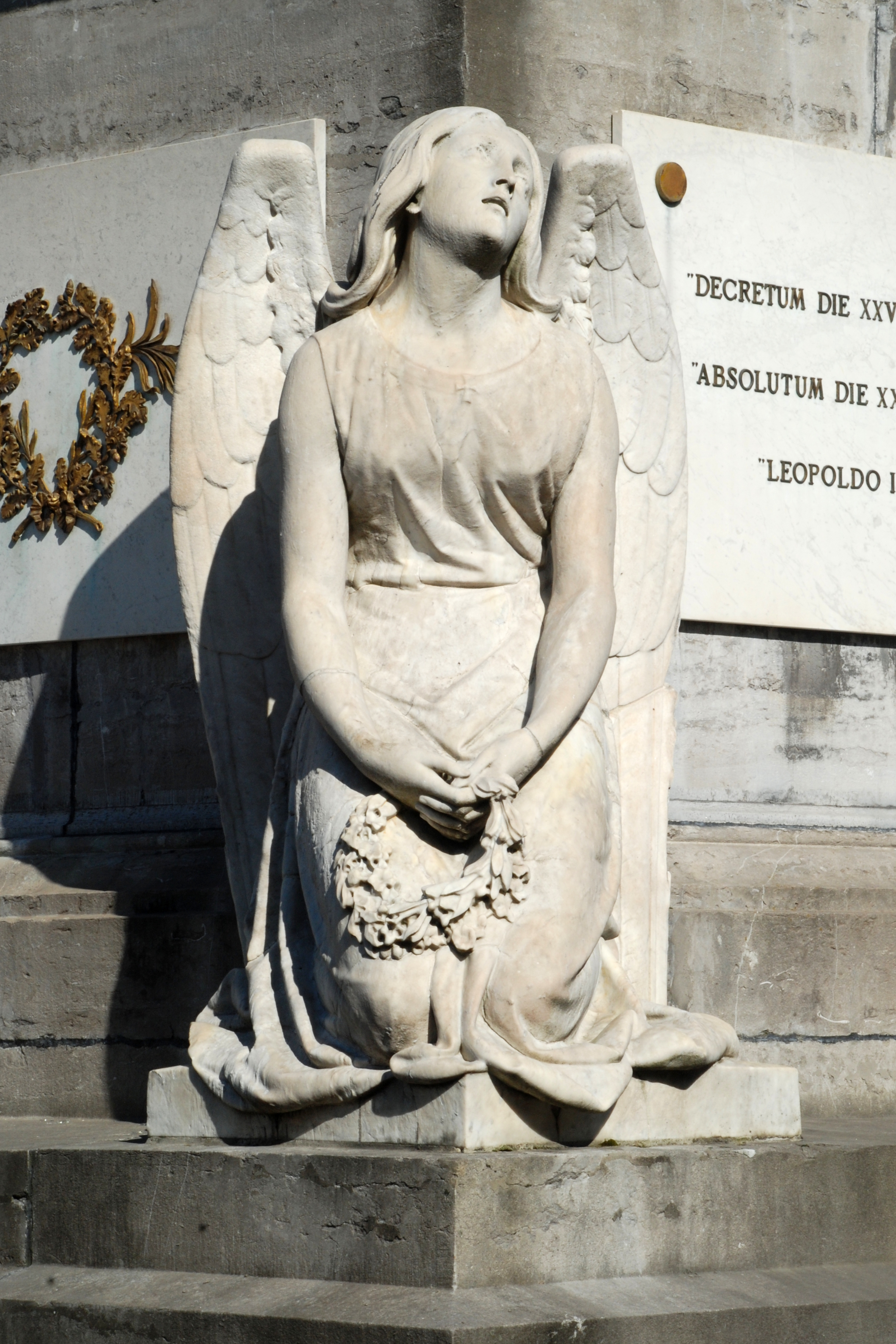
L'ange situé à l'angle sud-est.
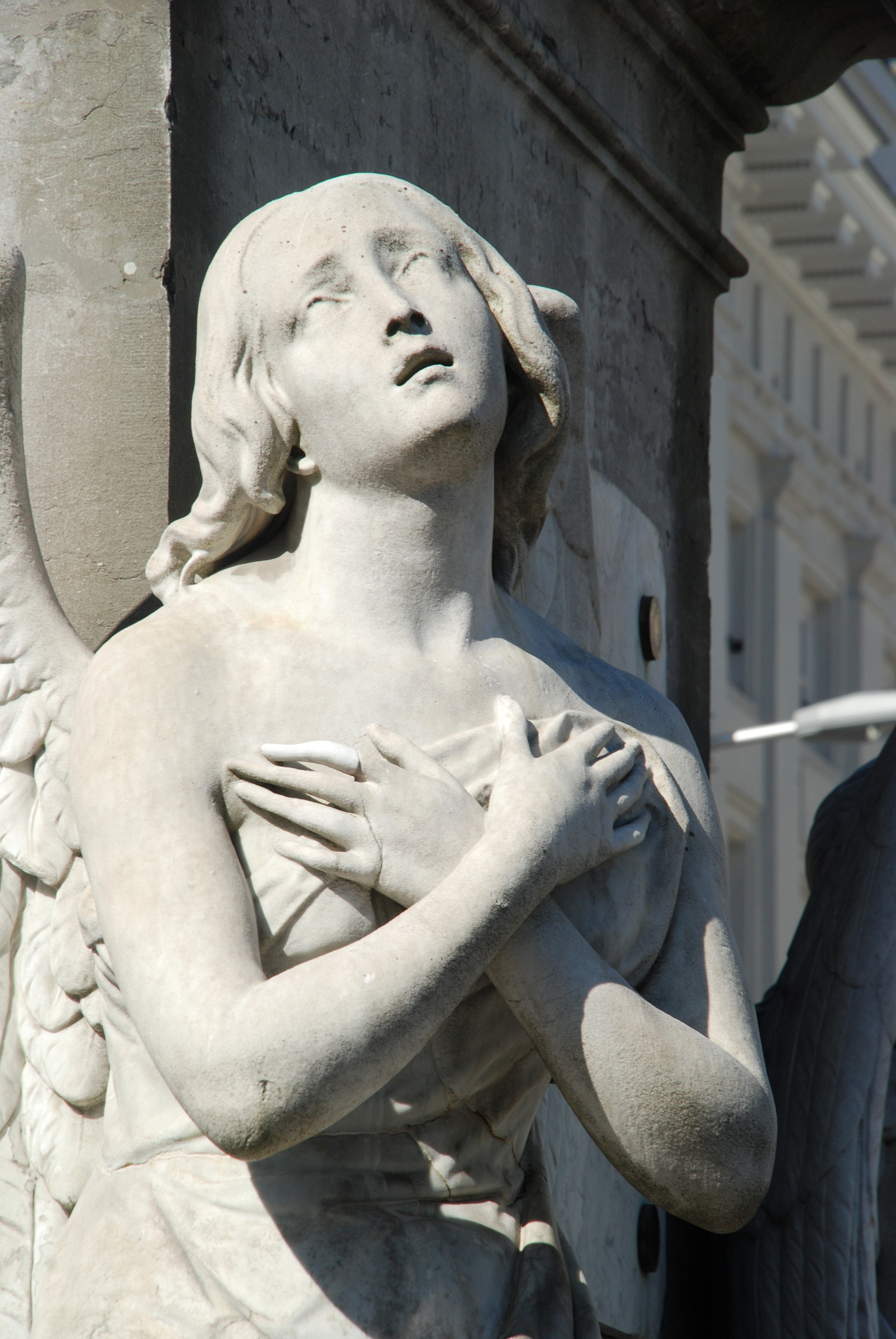
L'ange situé à l'angle nord-est.

## La crypte
Le monument se dresse au milieu d'une cour entourée par une crypte funéraire en forme de galerie couverte de plan carré dont les arcades cintrées en pierre blanche reposent sur de puissants piliers en pierre bleue.
Chaque pilier est surmonté d'un couronnement qui reprend le motif qui orne la base du piédestal de la statue de la Liberté, ainsi que d'une étoile entourée d'une couronne de chêne et de laurier.
La galerie est ornée de 27 plaques de marbre noir où sont gravés en lettres de bronze les noms de 466 révolutionnaires tombés au cours des combats de septembre 1830 : 183 Bruxellois, 132 Flamands, 123 Wallons et 28 étrangers.
Au niveau de la place, la crypte est entourée de quatre marches et d'une balustrade en fer forgée reprenant le motif de l'étoile. L'accès à la crypte se fait par un escalier situé à l'est.

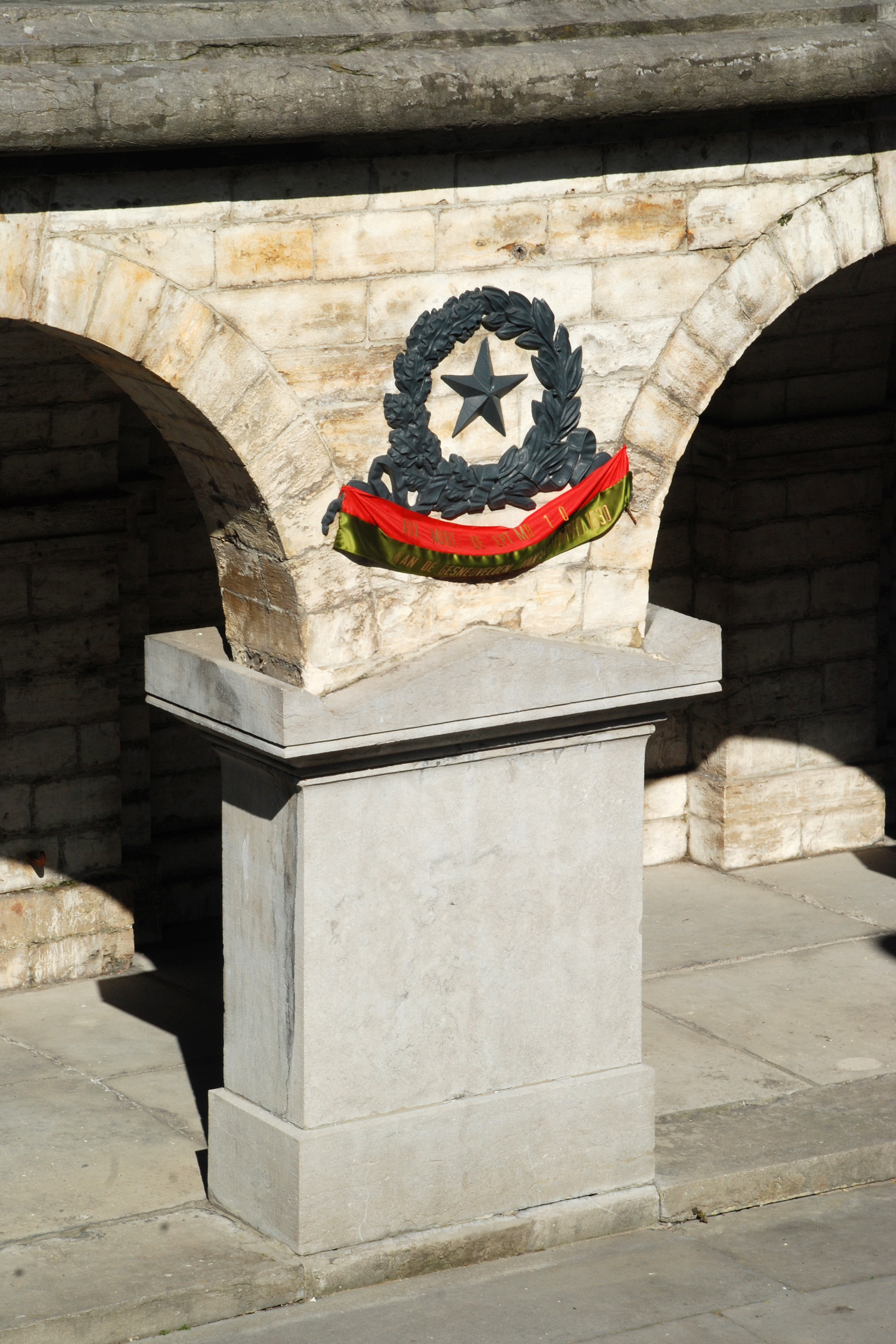
Pilier et arcades.
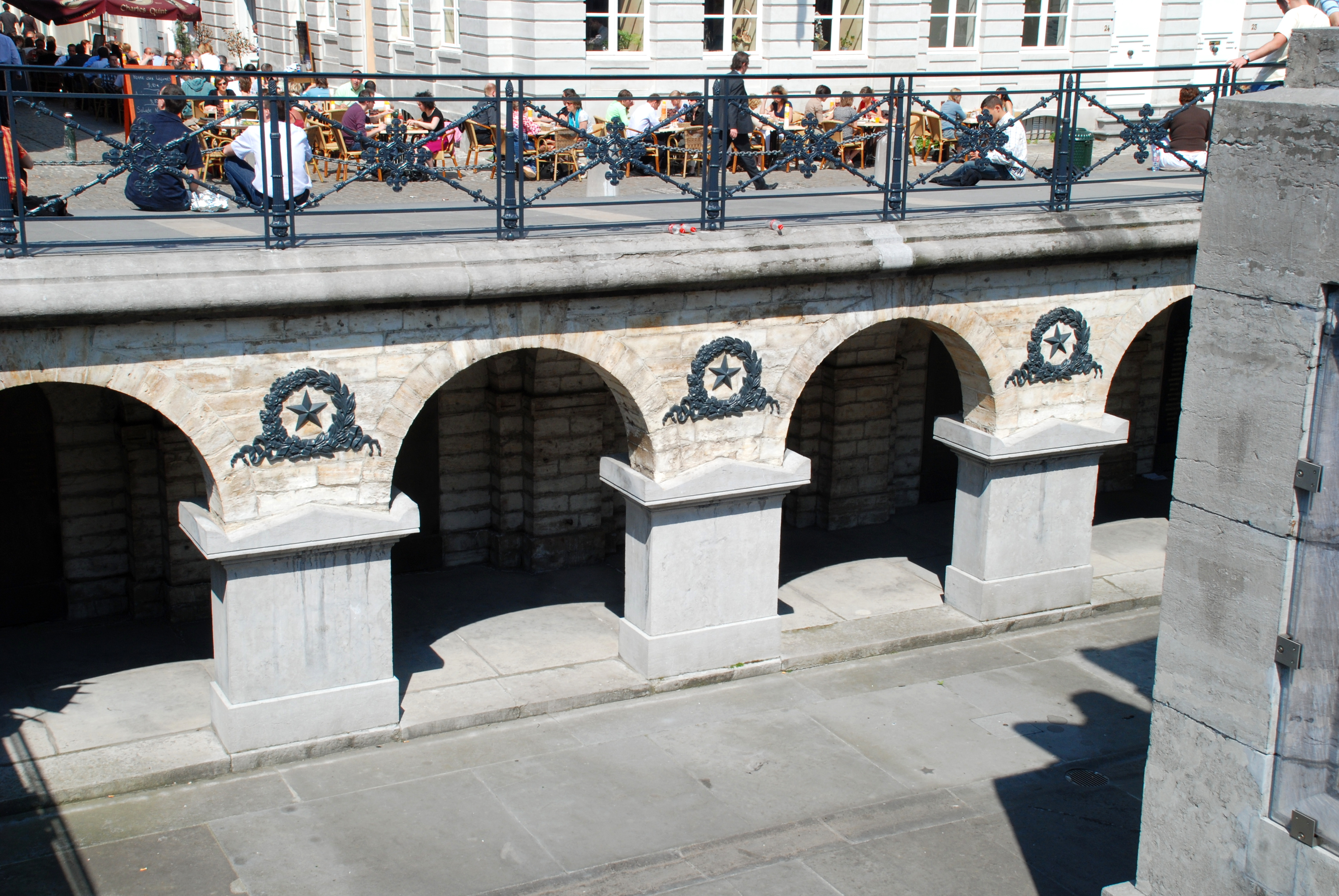
La crypte funéraire vue depuis la place.
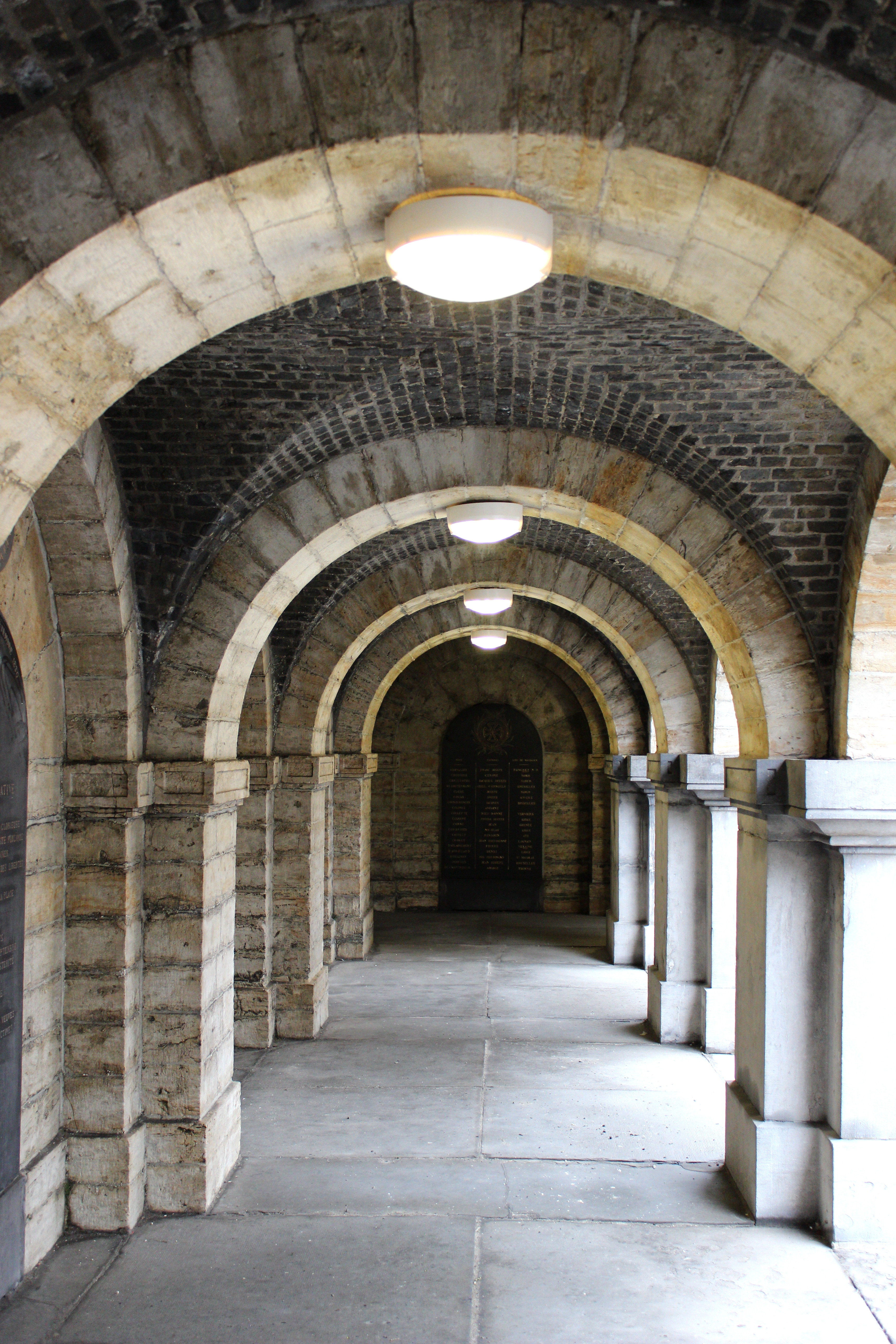
Galerie de la crypte.

## Accessibilité
| ___ | Ce site est desservi par la station de métro : De Brouckère. |